# Heteropterys chrysophylla
Heteropterys chrysophylla là một loài thực vật có hoa trong họ Malpighiaceae. Loài này được (Lam.) Kunth mô tả khoa học đầu tiên năm 1822.